# Arondismentul Albi
Arondismentul Albi (în franceză Arrondissement d'Albi) este un arondisment din departamentul Tarn, regiunea Midi-Pyrénées, Franța.

## Subdiviziuni

### Cantoane
- Cantonul Alban
- Cantonul Albi-Centre
- Cantonul Albi-Est
- Cantonul Albi-Nord-Est
- Cantonul Albi-Nord-Ouest
- Cantonul Albi-Ouest
- Cantonul Albi-Sud
- Cantonul Cadalen
- Cantonul Carmaux-Nord
- Cantonul Carmaux-Sud
- Cantonul Castelnau-de-Montmiral
- Cantonul Cordes-sur-Ciel
- Cantonul Gaillac
- Cantonul Lisle-sur-Tarn
- Cantonul Monestiés
- Cantonul Pampelonne
- Cantonul Rabastens
- Cantonul Réalmont
- Cantonul Salvagnac
- Cantonul Valderiès
- Cantonul Valence-d'Albigeois
- Cantonul Vaour
- Cantonul Villefranche-d'Albigeois

### Comune
| 1. Alban (81003)                     | 2. Albi (81004)                    | 3. Almayrac (81008)                   | 4. Alos (81007)                    |
| 5. Amarens (81009)                   | 6. Ambialet (81010)                | 7. Andillac (81012)                   | 8. Andouque (81013)                |
| 9. Arthès (81018)                    | 10. Assac (81019)                  | 11. Aussac (81020)                    | 12. Beauvais-sur-Tescou (81024)    |
| 13. Bellegarde (81026)               | 14. Bernac (81029)                 | 15. Blaye-les-Mines (81033)           | 16. Bournazel (81035)              |
| 17. Brens (81038)                    | 18. Broze (81041)                  | 19. Les Cabannes (81045)              | 20. Cadalen (81046)                |
| 21. Cadix (81047)                    | 22. Cagnac-les-Mines (81048)       | 23. Cahuzac-sur-Vère (81051)          | 24. Cambon (81052)                 |
| 25. Campagnac (81056)                | 26. Carlus (81059)                 | 27. Carmaux (81060)                   | 28. Castanet (81061)               |
| 29. Castelnau-de-Lévis (81063)       | 30. Castelnau-de-Montmiral (81064) | 31. Cestayrols (81067)                | 32. Combefa (81068)                |
| 33. Cordes-sur-Ciel (81069)          | 34. Coufouleux (81070)             | 35. Courris (81071)                   | 36. Crespin (81072)                |
| 37. Crespinet (81073)                | 38. Cunac (81074)                  | 39. Curvalle (81077)                  | 40. Donnazac (81080)               |
| 41. Le Dourn (81082)                 | 42. Dénat (81079)                  | 43. Fauch (81088)                     | 44. Faussergues (81089)            |
| 45. Fayssac (81087)                  | 46. Florentin (81093)              | 47. Fraissines (81094)                | 48. Frausseilles (81095)           |
| 49. Le Fraysse (81096)               | 50. Fréjairolles (81097)           | 51. Fénols (81090)                    | 52. Gaillac (81099)                |
| 53. Le Garric (81101)                | 54. Grazac (81106)                 | 55. Itzac (81108)                     | 56. Jouqueviel (81110)             |
| 57. Labarthe-Bleys (81111)           | 58. Labastide-Dénat (81113)        | 59. Labastide-Gabausse (81114)        | 60. Labastide-de-Lévis (81112)     |
| 61. Labessière-Candeil (81117)       | 62. Laboutarie (81119)             | 63. Lacapelle-Pinet (81122)           | 64. Lacapelle-Ségalar (81123)      |
| 65. Lagrave (81131)                  | 66. Lamillarié (81133)             | 67. Laparrouquial (81135)             | 68. Larroque (81136)               |
| 69. Lasgraisses (81138)              | 70. Lescure-d'Albigeois (81144)    | 71. Lisle-sur-Tarn (81145)            | 72. Livers-Cazelles (81146)        |
| 73. Lombers (81147)                  | 74. Loubers (81148)                | 75. Loupiac (81149)                   | 76. Lédas-et-Penthiès (81141)      |
| 77. Mailhoc (81152)                  | 78. Marnaves (81154)               | 79. Marsal (81155)                    | 80. Marssac-sur-Tarn (81156)       |
| 81. Massals (81161)                  | 82. Milhars (81165)                | 83. Milhavet (81166)                  | 84. Miolles (81167)                |
| 85. Mirandol-Bourgnounac (81168)     | 86. Monestiés (81170)              | 87. Montans (81171)                   | 88. Montauriol (81172)             |
| 89. Montdurausse (81175)             | 90. Montels (81176)                | 91. Montgaillard (81178)              | 92. Montirat (81180)               |
| 93. Montrosier (81184)               | 94. Montvalen (81185)              | 95. Moularès (81186)                  | 96. Mouzieys-Panens (81191)        |
| 97. Mouzieys-Teulet (81190)          | 98. Mézens (81164)                 | 99. Noailles (81197)                  | 100. Orban (81198)                 |
| 101. Padiès (81199)                  | 102. Pampelonne (81201)            | 103. Parisot (81202)                  | 104. Paulinet (81203)              |
| 105. Penne (81206)                   | 106. Peyrole (81208)               | 107. Poulan-Pouzols (81211)           | 108. Puycelsi (81217)              |
| 109. Puygouzon (81218)               | 110. Rabastens (81220)             | 111. Le Riols (81224)                 | 112. Rivières (81225)              |
| 113. Ronel (81226)                   | 114. Roquemaure (81228)            | 115. Rosières (81230)                 | 116. Rouffiac (81232)              |
| 117. Roumégoux (81233)               | 118. Roussayrolles (81234)         | 119. Réalmont (81222)                 | 120. Saint-André (81240)           |
| 121. Saint-Antonin-de-Lacalm (81241) | 122. Saint-Beauzile (81243)        | 123. Saint-Benoît-de-Carmaux (81244)  | 124. Saint-Christophe (81245)      |
| 125. Saint-Cirgue (81247)            | 126. Saint-Grégoire (81253)        | 127. Saint-Jean-de-Marcel (81254)     | 128. Saint-Julien-Gaulène (81259)  |
| 129. Saint-Juéry (81257)             | 130. Saint-Lieux-Lafenasse (81260) | 131. Saint-Marcel-Campes (81262)      | 132. Saint-Martin-Laguépie (81263) |
| 133. Saint-Michel-Labadié (81264)    | 134. Saint-Michel-de-Vax (81265)   | 135. Saint-Urcisse (81272)            | 136. Sainte-Croix (81326)          |
| 137. Sainte-Cécile-du-Cayrou (81246) | 138. Sainte-Gemme (81249)          | 139. Saliès (81274)                   | 140. Salles (81275)                |
| 141. Salvagnac (81276)               | 142. Saussenac (81277)             | 143. La Sauzière-Saint-Jean (81279)   | 144. Senouillac (81283)            |
| 145. Le Sequestre (81284)            | 146. Sieurac (81287)               | 147. Souel (81290)                    | 148. Le Ségur (81280)              |
| 149. Sérénac (81285)                 | 150. Tanus (81292)                 | 151. Tauriac (81293)                  | 152. Taïx (81291)                  |
| 153. Teillet (81295)                 | 154. Terre-Clapier (81296)         | 155. Terssac (81297)                  | 156. Tonnac (81300)                |
| 157. Le Travet (81301)               | 158. Tréban (81302)                | 159. Trébas (81303)                   | 160. Trévien (81304)               |
| 161. Técou (81294)                   | 162. Valderiès (81306)             | 163. Valence-d'Albigeois (81308)      | 164. Vaour (81309)                 |
| 165. Le Verdier (81313)              | 166. Vieux (81316)                 | 167. Villefranche-d'Albigeois (81317) | 168. Villeneuve-sur-Vère (81319)   |
| 169. Vindrac-Alayrac (81320)         | 170. Virac (81322)                 |                                       |                                    |